# 字母表 (计算机科学)
在计算机科学中，字母表是字符或数字的有限集合。最常见的字母表是二元字母表{0,1}。有限字符串是来自字母表的字符的有限序列；例如二元字符串是来自字母表{0,1}的字符构成的字符串。字符的无限序列也可以用来自一个字母表的元素来构造。
给定一个字母表{\displaystyle \Sigma }，我们写{\displaystyle \Sigma ^{*}}来指示在字母表{\displaystyle \Sigma }上的所有有限字符串的集合。这里的{\displaystyle {}^{*}}指示Kleene星号算子。我们写{\displaystyle \Sigma ^{\infty }}(偶尔{\displaystyle \Sigma ^{\mathbb {N} }}或{\displaystyle \Sigma ^{\omega }}）来指示在字母表{\displaystyle \Sigma }上的所有无限序列的集合。
例如，如果我们使用二元字母表{0,1}，则字符串ε, 0, 1, 00, 01, 10, 11, 000等都将在这个字母表的Kleene闭包中（这里的ε表示空串）。
字母表在形式语言、自动机和半自动机理论中相當重要。自动机如确定有限状态自动机（DFA）要求在形式定义中有字母表。

## 符号表示
如果L是一种形式化语言，即一个（可能是无限的）有限长度字符串的集合，那么L的字母表就是L的任何字符串中出现的所有符号的集合。例如，如果L是C编程语言中所有变量标识符的集合，那么L’的字母表就是集合{ a, b, c, ..., x, y, z, A, B, C, ..., X, Y, Z, 0, 1, 2, ..., 7, 8, 9, _ }。
给定一个字母表{\displaystyle \Sigma }，则字母表{\displaystyle \Sigma }上所有长度为{\displaystyle n}的字符串的集合由{\displaystyle \Sigma ^{n}}表示。表示所有有限字符串（无论其长度如何）的集合{\textstyle \bigcup _{i\in \mathbb {N} }\Sigma ^{i}}被Kleene星号表示为{\displaystyle \Sigma ^{*}}，也被称为{\displaystyle \Sigma }的Kleene闭包。符号{\displaystyle \Sigma ^{\omega }}表示字母表{\displaystyle \Sigma }上所有无限序列的集合，而{\displaystyle \Sigma ^{\infty }}表示所有有限或无限序列的集合{\displaystyle \Sigma ^{\ast }\cup \Sigma ^{\omega }}。
例如，使用二进制字母表{0,1}，字符串ε、0、1、00、01、10、11、000等都在字母表的Kleene闭包中（其中ε代表空字符串）。

## 应用
字母表在形式语言、自动机和半自动机的使用中很重要。在大多数情况下，为了定义自动机实例，如确定有限状态自动机（DFA），需要指定一个字母表，从这个字母表建立自动机的输入字符串。在这些应用中，通常要求字母表是一个有限集，但没有其他限制。
当使用自动机、正则表达式或形式语法，作为字符串处理算法的一部分时，可以假定字母表是这些算法要处理的文本的字符集，或者是字符集中可允许的字符的子集。